# پری آبادان
پری آبادان یک انیمیشن سینمایی به کارگردانی سپیده فارسی و محصول سال ۲۰۲۳ می‌باشد. این فیلم در افتتاحیهٔ بخش پانورامای جشنواره فیلم برلین اکران شد. پری آبادان نخستین تجربه سپیده فارسی در زمینه انیمیشن است.

## موضوع فیلم
امید پسر نوجوانی است که در نخستین روزهای شروع جنگ تصمیم می‌گیرد که در شهرش، آبادان بماند و از آن دفاع کند.